# F-05C
docomo STYLE series F-05C（ドコモ スマート シリーズ エフ ゼロ ご シー）は、富士通によって発売されたNTTドコモの第3世代移動通信システム（FOMA）端末である。docomo STYLE seriesの端末。

## 概要
2010年11月に同時に発表された、F-04Cとは兄弟機種となっており、形状、性能はほとんど同じとなっている。ただF-04Cは渋谷109とのコラボレーション端末で、若い女性向けに奇抜なカラーリングになっているのに対し、本端末は落ち着いたカラーリングになっており、年代や性別を問わずオールマイティーに使える端末となっている。
形状はスライド式となり、液晶は感圧式のタッチパネルとなっており、付属のタッチペンで写真に絵やスタンプなどをいれられる。十字キーは、かつて三菱電機製の携帯電話に搭載されていた、スピードセレクター（クルクルキー）を採用し、このクルクルキーを回すことで、文章やアドレス帳、メールなどを高速にスクロールできるようになっている。またクルクルキーにあわせて、キーの周辺のLEDを３つの色から組み合わせて光らすことができ、組み合わせによって様々に色に光る。決定キーはF-04Cではジュエルカットがほどこされていたが、F-05Cではシンプルなドーム型となっている。
またくるくるキーと同様、テンキーの周辺のバックライトも本体の開閉やボタンの操作にあわせ7色に自分の好みのように光らせることができる。
外側のカメラは510万画素CMOSイメージセンサーとなっており、オートフォーカスやISO12800相当の高感度撮影が可能となっているうえ、サーチミーフォーカス、スマイルシャッター機能、自動シーン認識機能などが搭載されている。また手振れ補正や被写体の動きを感知することでぶれの少ない写真を撮影することができる。
内側のカメラは130万画素と、通常の内側カメラより高性能となっている。これは自分撮りを重視したF-04Cの影響を受けており、小顔モードや美肌モードなどで撮影できたり、撮った写真も付属のタッチペンでデコレーションすることができる。またデコレーション用のスタンプは150種類用意されている。
また女子学生などをターゲットしているF-04Cにあわせるように、GPSや、GSM、防水機能などを削って、価格を抑えるようにしている他、デコメ絵文字も2000種プリインストールされている。
またF-04Cと違う点として、スライドした本体上部には「プリティミラー」といわれる鏡はついていない。
富士通のお家芸ともいえる、高セキュリティー機能が搭載されている。その１つとしてプライバシーモードが搭載されており、指定した人からのメールや発着信履歴を、自分だけしかわからない隠しフォルダに履歴を自動でうつすことができる。もう１つの特徴としてmicroSDカードにパスワードをかけることができ、microSDをだれかに拾われても、他のPCや携帯電話では読み取れない。
スーパーはっきりボイス３が搭載されており、周りの雑音などにあわせあいての声がききとりやすく調節する機能がついている。
歩数計が搭載されており、i Bodymo等の関連する健康補助のアプリケーションと連携をとることができる。
| 主な対応サービス                   | 主な対応サービス                                                    | 主な対応サービス                       | 主な対応サービス                                 | 主な対応サービス |
| ---------------------------------- | ------------------------------------------------------------------- | -------------------------------------- | ------------------------------------------------ | ---------------- |
| タッチパネル                       | FOMAハイスピード7.2Mbps                                             | Bluetooth                              | DCMX／おサイフケータイ                           |                  |
| iアプリオンライン／地図アプリ      | 直感ゲーム／メガiアプリ                                             | iウィジェット                          | マチキャラ／iコンシェル                          |                  |
| ホームU／ポケットU                 | GPS／オートGPS／ケータイお探し                                      | デコメール／デコメ絵文字／デコメアニメ | iチャネル                                        |                  |
| 着もじ                             | テレビ電話／キャラ電                                                | ケータイデータお預かりサービス         | フルブラウザ                                     |                  |
| おまかせロック／バイオ認証         | 外部メモリーへiモードコンテンツ移行／ユーザーデータ一括バックアップ | トルカ                                 | iC通信／iCお引越しサービス                       |                  |
| きせかえツール／ダイレクトメニュー | バーコードリーダ／名刺リーダ                                        | 2in1                                   | エリアメール／ソフトウェアーアップデート自動更新 |                  |
| GSM／3Gローミング（WORLD WING）    | 着うたフル／うた・ホーダイ                                          | Music&Videoチャネル／ビデオクリップ    | デジタルオーディオプレーヤー(AAC)(WMA)           |                  |

## 搭載アプリケーション
- Myきせかえクリエイター
- プッチンパズル体験版
- VoiceShelf for F
- ＠Fケータイ応援団INFO
- ヘルスチェッカー
- モバイルGoogleマップ
- 地図アプリ
- DCMXクレジットアプリ
- iD 設定アプリ
- ドコモWebメール
- マクドナルドトクするアプリ
- E★エブリスタアプリ
- 楽オク☆アプリ
- iCタグリーダー
- TETRIS 1to3 for F
- フライハイトクラウディア
- ファミスタ モバイル体験版
- ロジックパズルF
- ZOOKEEPER DX F
- Gガイド番組表リモコン
- ブックビューア コミック体験！
- コミック／小説ビューア
- モバイルSuica登録用iアプリ
- iアプリバンキング
- iアバターメーカー
- 日英版しゃべって翻訳 for F
- Start！ iウィジェット
- ROIDウィジェット2
- 株価アプリ
- iWウォッチ
- おサイフケータイ Webプラグイン
- i Bodymo
- 花粉アプリ
- お天気アプリ
- かざす請求書
- ドコモ料金案内
- 電子マネー「nanaco」
- ゴールドポイントカード
- ビックポイント機能付きケータイ
- モバイルAMCアプリ
- FOMA通信環境確認アプリ

## 沿革
- 2010年11月8日 - F-01C・F-02C・F-03C・F-04C・F-05C・F-06C・L-01C・L-02C・L-03C・Optimus chat L-04C・N-01C・N-02C・N-03C・P-01C・P-02C・P-03C・SH-01C・SH-02C・LYNX 3D SH-03C・SH-04C・SH-05C・SH-06C・ブックリーダー SH-07C・TOUCH WOOD SH-08C・REGZA Phone T-01C・HW-01C・BlackBerry Curve 9300・フォトパネル03の開発並びに一部機種の発売を発表。
- 2011年2月18日 - 発売予定。